# Ienari Tokugawa
Ienari Tokugawa (jap. 徳川家斉 Tokugawa Ienari; ur. 18 listopada 1773, zm. 22 marca 1841)  jedenasty siogun z dynastii Tokugawa. Rządził od 1787 do 1837. Adoptowany syn Ieharu Tokugawy.